# Hexabiblos
Hexabiblos (řec. Εξάβιβλος, Šestikniha) je sbírka byzantských císařských zákonů. Kolem roku 1345 ji pro své vlastní účely sestavil soluňský soudce Konstantin Harmenopulos.
Jedná se o zkrácený kompilát Basilik, uzpůsobený soudní praxi, dále jsou jeho součástí i další novely, taktéž obsahuje velkou část rovněž revidovaného Procheironu. Zajímavostí je, že Hexabiblos zůstal pro Řecko v platnosti i po zániku Byzantské říše, platil po celou dobu Osmanské říše a platnost byla zachována i v Řeckém království po roce 1835. Nakonec byl definitivně zrušen až po šesti stech letech, roku 1946.